# Cathepsin K
Cathepsin K, viết tắt CTSK, là một enzyme mà ở người được mã hóa bởi gen CTSK.

## Chức năng
Protein được mã hóa bởi gen này là một protease lysosomal cysteine liên quan đến việc tái tạo xương và tái hấp thu. Protein này, một thành viên của họ protein peptidase C1, được biểu hiện chủ yếu ở các nguyên bào xương.
Cathepsin K là một protease, được xác định bởi tính đặc hiệu cao của nó đối với kinin, có liên quan đến sự tái hấp thu xương. Khả năng dị hóa enzyme của elastin, collagen và gelatin cho phép nó phá vỡ xương và sụn. Hoạt động dị hóa này cũng chịu trách nhiệm một phần cho việc mất tính đàn hồi của phổi và giật lại trong khí phế thũng. Thuốc ức chế Cathepsin K cho thấy tiềm năng lớn trong điều trị loãng xương. Cathepsin K bị suy thoái bởi Cathepsin S, được gọi là Kiểm soát ăn thịt Cathepsin.
Biểu hiện Cathepsin K được kích thích bởi các cytokine gây viêm được giải phóng sau chấn thương mô.

## Ý nghĩa lâm sàng
Cathepsin K được thể hiện trong một phần đáng kể của bệnh ung thư vú ở người, nơi nó có thể góp phần vào sự xâm lấn của khối u. Đột biến trong gen này là nguyên nhân của pycnodysostosis, một bệnh thoái hóa tự phát đặc trưng bởi bệnh loãng xương và tầm vóc ngắn. Cathepsin K cũng đã được tìm thấy là biểu hiện quá mức trong u nguyên bào thần kinh đệm.
Rằng biểu hiện của cathepsin K là đặc trưng cho một số bệnh ung thư và không phải là bệnh khác đã được ghi nhận. Các kháng thể Cathepsin K được bán trên thị trường để nghiên cứu sự biểu hiện của enyzme này bởi các tế bào khác nhau.
Merck có chất ức chế cathepsin K, odanacatib, trong các thử nghiệm lâm sàng giai đoạn III đối với bệnh loãng xương. Vào tháng 9 năm 2016, Merck tuyên bố họ đã ngừng phát triển odanacatib sau khi đánh giá riêng về các tác dụng phụ và đánh giá độc lập cho thấy nguy cơ đột quỵ tăng cao. Các chất ức chế K cathepsin khác đang trong giai đoạn phát triển khác nhau. Medivir có chất ức chế catheps K, MIV-711 (L-006235 ), trong thử nghiệm lâm sàng giai đoạn IIa, như một loại thuốc điều trị viêm xương khớp, vào tháng 10 năm 2017.

## Hình ảnh bổ sung

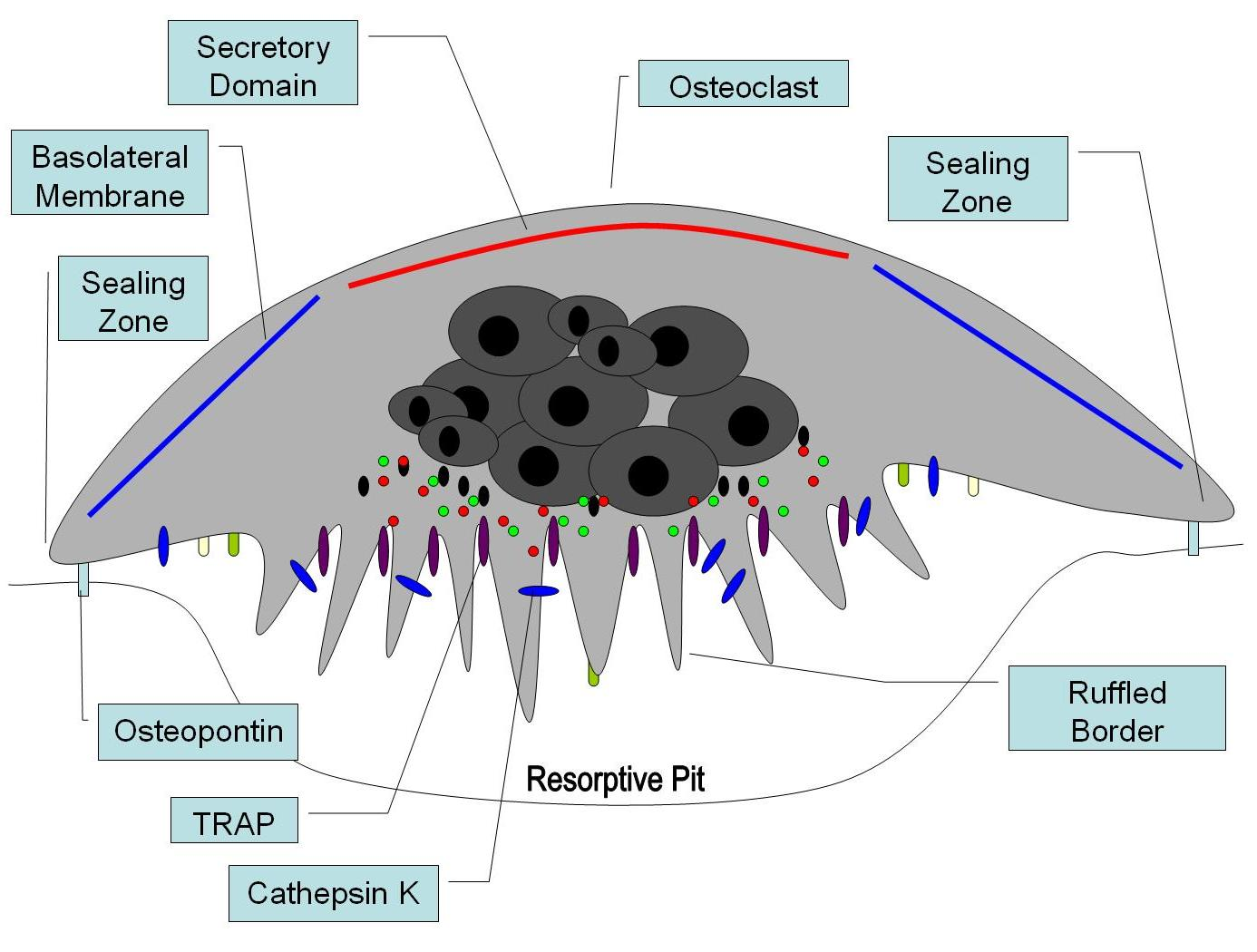
Cơ xương